# STV (Schotse televisiezender)
STV is het merk dat gebruikt wordt door de twee ITV-licentiehouders in Noord- en Centraal Schotland en ontstond na een fusie tussen Grampian TV (nu STV North Ltd.) en Scottish TV (nu STV Central Ltd.). Het logische gevolg hiervan is dat ITV1 niet bestaat in Schotland.
Het merk verving de vroegere identiteit van de twee kanalen op 30 mei 2006 zoals ITV1 dat ook heeft gedaan in de rest van het land, uitgezonderd Kanaaleilanden en Noord-Ierland. Zijn strategie, identiteit en merkrichtlijnen werden ontwikkeld door Elmwood Designs Edinburgh-kantoor. Beide licentiehouders zijn eigendom van STV Group plc, dat ook nog een aantal andere merken bezit zoals Virgin Radio en Ginger Productions.

## Programmering

### Nieuws en actualiteiten
- News Review
- North Tonight (Noord Schotland regionaal nieuws)
- Politics Now
- Scotland This Week
- Scotland Today (Centraal Schotland regionaal nieuws)

### Sport
- Scotsport
- Champions League Live

### Eigenschappen en documentaires
- The Hour
- The Real MacKay (de video van de website blog)
- Northern Exposure (de video van de website blog)

### Series
- High Times
- Rebus
- Taggart

### Amusement
- Club Cupid
- Conquer the Castle
- Postcode Challenge

Bedrijven: ITV plc · SMG plc · UTV Media plc · Channel Television Ltd · GMTV Ltd · Talpa Media
Televisiekanalen: ITV (en regionale varianten) · ITV2 · ITV3 · ITV4 · Men & Motors
Samenwerkingsverbanden: UTV · STV · GMTV · CITV
Overige: ITV News